# Hendrik Andriessen
Hendrik Franciscus Andriessen (ur. 17 września 1892 w Haarlemie, zm. 12 kwietnia 1981 w Heemstede) – holenderski kompozytor i organista.

## Życiorys
Brat Willema. Muzyki uczył się początkowo od ojca, brata i Louisa Roberta, następnie studiował w konserwatorium w Amsterdamie, które ukończył w 1916 roku. Jego nauczycielami byli Jean-Baptiste de Pauw (fortepian i organy) oraz Bernard Zweers (kompozycja). W latach 1916–1936 był organistą w kościele św. Józefa w Haarlemie. Od 1934 do 1949 roku był także zatrudniony jako organista w katedrze św. Katarzyny w Utrechcie. W 1930 roku uzyskał tytuł docenta w Nederlands Instituut voor Katholieke Kerkmuziek. Od 1928 do 1934 roku wykładał harmonię w konserwatorium w Amsterdamie, później od 1937 do 1949 roku był dyrektorem konserwatorium w Utrechcie. Więziony przez nazistów podczas II wojny światowej. W latach 1949–1957 był dyrektorem konserwatorium w Hadze. Od 1952 do 1963 roku wykładał muzykologię na Uniwersytecie im. Radbouda w Nijmegen.
Tworzył muzykę w stylu eklektycznym. Skomponował m.in. 5 symfonii (1930, 1937, 1946, 1954, 1962), Ricercar na orkiestrę (1949), operę Philomela do tekstu Owidiusza (1950), 7 mszy, Te Deum, utwory kameralne i fortepianowe, pieśni.